# Roy Pike
Roy Pike (ur. 29 sierpnia 1938 roku w Pittsburghu) – amerykański kierowca wyścigowy.

## Kariera
Pike rozpoczął międzynarodową karierę w wyścigach samochodowych w 1964 roku od startów w Francuskiej Formule 3 oraz Formula 2 Autocar Britain. W obu seriach nie zdobywał jednak punktów. W późniejszych latach Amerykanin pojawiał się także w stawce Trofeo Juan Jover, Formuła 3 Radio London Trophy, Formuła 3 Les Leston Trophy, Formuła 3 Kanonloppet, Formuła 3 Ford Grand Prix, Brytyjskiej Formuły 3 BRSCC Les Leston, 24-godzinnego wyścigu Le Mans, Gran Premio di Enna-Pergusa, Lincolnshire International Trophy, Plessey Trophy, Greater London Trophy, Europejskiej Formuły 2, Brytyjskiej Formuły 3 Lombank oraz Brytyjskiej Formuły 5000.
W Europejskiej Formule 2 Amerykanin wystartował w jednym z wyścigów sezonu 1969 z amerykańską ekipą Roy Winkelmann Racing. Jednak nie zdobywał punktów.